# Xiaomi M365
El Xiaomi M365 es un patinete eléctrico plegable,  lanzado por la compañía china Xiaomi  
en diciembre de 2016 y que se ha convertido en referencia y estándar de hecho para otros fabricantes y modelos.
Su potencia máxima es de 500 W, su velocidad máxima es de 25 km/h, el tamaño de rueda suele ser de 8.5" y su carga máxima 100 kg (es decir, pensado para transportar un adulto). El patinete tiene bluetooth y una app (Xiaomi Home) compatible para iOS y Android. 
El tipo de batería que tiene este patinete es de lón de litio. Su capacidad de batería suele ser de 7800 mAh (7,8 Ah), 280.8 Wh y 36 V, con celdas EVE ICR18650-26V de 2550mAh. El voltaje de carga es de 42 V. Se puede añadir batería externa usando cable de 40 mm y conector XT60.
Es plegable, por lo que se puede utilizar, por ejemplo, en el transporte público y es fácilmente transportable en coche.
Debido a lo asequible de su precio (entre 300 y 400 €), se dice que es el modelo que ha "democratizado" y popularizado los patinetes eléctricos en Europa.
La empresa de alquiler de patinetes sin muelle o bancada Bird Global, usó este modelo al comienzo de su historia.

## Xiaomi M365 Pro
El sucesor, llamado M365 Pro, ha "refinado" el M365 original al incluir una pantalla gráfica en color, un alcance aumentado de 45 km (28 millas), así como más potencia del motor eléctrico, a 300W (pico 600W). También se ha aumentado el largo y ancho de la plataforma, mejorando el confort. También se han realizado mejoras de seguridad, incluido un disco más grande para el freno trasero.

## Cargador
Los modelos de patinetes, por lo general, disponen de cargadores compatibles con todas las marcas, como los Xiaomi, Segway, GOTRAX, Revoe Street Motion y Kugoo.
El cargador es de carga rápida y suele ser de 42V 2A, producir hasta 84 W y tener hasta 3 tipos de conectores: DC 8mm (es decir, 8mm de diámetro), DC 5.5mm X 2.1mm y 1-PIN.